# Real Racing 3
Real Racing 3 es un videojuego de carreras, desarrollado por Firemonkeys Studios y publicado por Electronic Arts para iOS, Android, Nvidia Shield y BlackBerry 10. Fue lanzado originalmente para iOS y Android el 27 de febrero de 2013, bajo el modelo de negocio freemium, razón por la cual recibió críticas menos favorables que sus predecesores; aunque el juego sigue siendo elogiado en general. El juego es la secuela de Real Racing, lanzado en 2009 y Real Racing 2, lanzado en 2010.
Incluye más de 45 pistas de carreras en 20 locaciones reales distintas y más de 250 coches con licencia oficial de fabricantes como Audi, Aston Martin, Porsche, Lamborghini, Bugatti, Ford, Ferrari, Toyota, Mercedes-Benz, Nissan, McLaren y Koenigsegg, entre otros. A diferencia de los juegos anteriores, los jugadores deben mantener y reparar sus vehículos, lo que requiere dinero en el juego y tiempo de espera real.

## Jugabilidad
Al iniciar el juego, al jugador se le presta un auto exclusivo de la serie Fórmula 1, luego que en marzo se haya recibido la actualización de F1. Este empezará con algún jugador de la  contra Michel, el director que te ofrece doble R$. 
Empezará en el circuito árabe De Yas Marina en Abu Dhabi...Tras terminar el evento, al jugador se le da cierta cantidad de dinero y un nuevo modelo de dinero en el mismo para usarse solo en la serie F1. El auto usado en el evento se le obsequia al jugador tras completar la carrera. 
El jugador comienza el juego con un nivel de conductor 0 y lo incrementa al obtener "puntos de fama" (parecido a la experiencia) basado en su desempeño en la carrera. Una vez que se incrementan los niveles de conductor, el jugador es recompensado con monedas de oro con cada aumento de nivel. Dependiendo de la cantidad de puntos de fama requeridos para alcanzar el siguiente nivel, el juego recompensará de 5 a 100 monedas prémium. El juego está dividido en múltiples series diferentes, cada una de las cuales está subdividida en varios niveles, y cada nivel en tres carreras individuales.
- Series: A junio de 2017, había un total de 135 series en el juego, y solo algunos autos específicos pueden ser usados en dichas series (la mayoría de las series permiten usar entre 3 y 5 autos, aunque algunos permiten solo uno, o hasta 13). Cuando el juego fue lanzado, las series estaban disponibles para jugar inmediatamente cuando el jugador adquiría alguno de los autos jugables en la serie. Sin embargo, con la actualización 1.2 de julio de 2013, las series debían ser desbloqueadas ganando cierto número de trofeos compitiendo en series previas. Cualquier automóvil permitido en una serie dada, puede usarse en cualquier carrera dentro de esa serie, a excepción de las carreras de "exhibición", donde solamente puede ser usado un automóvil específico. Esto significa que una serie no puede ser completada al 100% a menos que el jugador haya adquirido todos los automóviles jugables para esa serie, aunque casi todos los autos pueden ser usados en más de una serie. Después de completar el 25%, 50%, 75% y 100% de una serie, el jugador es recompensado con R$ y oro. Para completar el 100% de una serie, el jugador debe obtener un trofeo de oro (ganando el primer lugar en las carreras y completando uno o varios eventos de contrarreloj sin salirse de la pista ni colisionar con las contenciones) en cada uno de los eventos de las series.
- Niveles: Cada serie está dividida entre diecisiete o veintidós niveles, cada uno de los cuales contiene tres carreras. Al ingresar a una serie particular, solo está disponible un nivel, aunque una vez que se desbloquea un nivel, todas las carreras de ese nivel están disponibles para jugar. Se desbloquean más niveles cada vez que el jugador obtiene medallas de bronce, plata y oro en las carreras del nivel anterior, o usando dinero dentro del juego o monedas de oro.
- Contrario a los juegos de Real Reacing anteriores, los jugadores deben mantener y dar servicio a los vehículos. Si el jugador no les da mantenimiento, el desempeño de los automóviles se verá afectado drásticamente. Realizar el mantenimiento y las mejoras requiere de dinero dentro del juego y también requiere de tiempos de espera reales, a menudo de varias horas dependiendo del automóvil en servicio.

Existen dos tipos de dinero dentro del juego: "Dólares de carreras" (abreviados como "R$") y monedas de oro. El R$ se obtiene completando las carreras, avanzando en las series, completando vueltas sin salir del camino o evitando golpear otros automóviles, y contratando un Gerente. Las monedas de oro se obtienen terminando cada cuarto de una serie, subiendo de nivel de conductor, completando logros en el Game Center/Google Play Games, mirando comerciales de entre quince y treinta segundos, abriendo la aplicación a diario, o completando ofertas de asociados del juego. El R$ puede ser usado para comprar automóviles nuevos, comprar mejoras, y pagar el mantenimiento. Las monedas de oro se usan para completar el mantenimiento de manera inmediata, recibir autos recién adquiridos sin tener que esperar, desbloquear nuevos niveles, desbloquear autos instantáneamente, comprar mejoras de alto nivel, personalizar los autos, y comprar autos que no están disponibles con R$. Los jugadores pueden comprar tanto R$ como monedas de oro usando dinero real a través de la tienda virtual dentro del juego. A la fecha del lanzamiento del juego, el sitio 148Apps.com calculó que obtener suficiente R$ para adquirir cada automóvil del juego requería más de 472 horas de juego, completando las 6,801 carreras con un promedio de 4 minutos 10 segundos por carrera y un promedio de recompensa de R$3,700 por carrera. Para adquirir cada automóvil del juego usando oro comprado con dinero real costaría $503.22 dólares. Este estimado no toma en cuenta las mejoras, reparaciones ni mantenimiento.
Un componente del juego es que el jugador debe esperar durante el mantenimiento y para las entregas de los automóviles recién comprados. Desde el anuncio de este aspecto del juego, fue un tema controversial, aunque refuerza aún más el componente real del juego. Cuando el jugador compite, si lo hace bruscamente, se sale del camino, o golpea otros automóviles, el auto recibe daños y se hace necesario darle mantenimiento. Eventualmente, el automóvil sufrirá un deterioro hasta el punto en que comenzará a fallar. En este momento, el jugador debe darle servicio al automóvil, lo que puede durar algunas horas en tiempo real. Este tiempo puede reducirse solamente gastando monedas de oro, que son más raras que el R$ dentro del juego, a menos que el jugador quiera gastar dinero real comprándolas en la tienda virtual del juego. Esta naturaleza freemium provocó una reacción violenta entre los fanáticos hardcore. En respuesta a la los comentarios negativos de los usuarios y a la mala prensa, en la actualización 1.1, Electronic Arts y Firemonkeys modificaron los tiempos de reparación para que el daño se reparara al instante, mientras que los tiempos de mantenimiento se redujeron significativamente, aunque aún se podía evitar ese tiempo por completo con el uso de las monedas de oro. Con la actualización 1.2, las reparaciones se eliminaron por completo y solo se mantuvo el mantenimiento, aunque aún podía ser omitido usando oro. Con la actualización 4.0 era posible mirar anuncios para reducir los tiempos de mantenimiento o de las mejoras.

## Recepción
Real Racing 3 recibió críticas mixtas. Los críticos elogiaron la parrilla de veintidós autos del juego, sus gráficos mejorados y la adición de pistas del mundo real, pero muchos fueron muy críticos con el modelo de negocio freemium del juego. La versión de iOS tiene puntuaciones totales de 70 sobre 100 en Metacritic, según treinta reseñas (en comparación con las puntuaciones de 88 y 94 de sus predecesores).
Martin Robinson de Eurogamer fue extremadamente crítico, anotando el juego con 3 sobre 10. Elogió la jugabilidad, los gráficos, el sonido, el uso de pistas del mundo real, los controles y el sistema TSM, pero sintió que todos los aspectos positivos del juego fueron negados por el modelo freemium;

"En un momento en que el mundo de los videojuegos finalmente se siente cómodo con la idea de un juego móvil triple A, Real Racing 3 debería haber sido una afirmación triunfal de un punto hecho de manera suficientemente convincente por el primer juego de la serie, ha sido estrangulado por los tentáculos del próximo invencible de los juegos: el juego gratuito. Si juegos como Dota y Tribes son los cálidos, caras acogedoras del free-to-play, luego Real Racing 3 es el grotesco polo opuesto, el grinch gruñón que es la encarnación de la peor pesadilla de todo escéptico. Es cínico, desagradable y está cableado en la estructura misma del juego, lo que lo hace totalmente inevitable [...] Hay un buen juego en algún lugar dentro de Real Racing 3, y hay muchos juegos gratuitos que demuestran que este modelo puede funcionar respetando Firemonkeys y EA han conseguido ese equilibrio horriblemente, horriblemente mal, hasta el punto de que el modelo de negocio se convierte en el juego, con resultados desgarradores".

Andrew Nesvadba de AppSpy, aunque menos crítico, con una puntuación de 3 de 5 en el juego, también se burló del sistema de compra en la aplicación, al que llamó "casi impenetrable" y "diseñado para exigir el pago del jugador una y otra vez". Chris Holt de Macworld también puntuó el juego con 3 de 5. Elogió la jugabilidad y los gráficos, pero, al igual que AppSpy, fue crítico con el sistema de compra dentro de la aplicación; "EA le ha quitado el aire a los neumáticos de la jugabilidad ultrarrápida de Real Racing 3, convirtiendo efectivamente uno de los mejores juegos de iOS en el mercado en una prueba frustrante de parar y arrancar en tu paciencia." Shawn Leonard Slide to Play le dio al juego una calificación de 2 sobre 4, elogiando las imágenes y la jugabilidad del juego, pero criticando el modelo freemium, el sistema TSM y la espera "dolorosamente larga". veces. Escribió, "la realidad es que 'Real Racing 3' es un experimento empresarial de alto perfil que salió mal".
Justin Davis de IGN, por otro lado, otorgó una puntuación de 9.1 sobre 10, y un premio "Editor's Choice", argumentando que el juego era un ejemplo de "freemium carreras bien hechas". Davis sintió que el modelo freemium estaba dirigido principalmente a jugadores impacientes, ya que no había gastado dinero en el mundo real durante su prueba de juego, y señaló que los tiempos de espera se volvían menos odiosos una vez que un jugador tenía varios vehículos para poder competir con uno mientras otro estaba pasando mantenimiento. Elogió la integración del modelo freemium, argumentando que "los juegos freemium tienen que implementar su modelo de negocio de una manera que no desequilibre la jugabilidad, y deben tener una jugabilidad lo suficientemente alta como para que valga la pena el tiempo de todos para empezar. Real Racing 3 tiene un éxito brillante en ambos aspectos". Edge puntuó el juego 6 de 10, y aunque fueron críticos con los tiempos de espera, también sintieron que los deseos de los jugadores de evitar tales tiempos de espera se sumaban al realismo de la jugabilidad; "Firemonkeys ha hecho un trabajo admirable al incorporar esos muros de pago en la jugabilidad. Tener que mantener tu auto reparado para mantener el máximo rendimiento fortalece las aspiraciones de simulador de Real Racing, mientras que la necesidad de pagar las reparaciones fomenta una conducción más reflexiva y añade una capa de peligro real a los adelantamientos".
Rob Rich de 148Apps puntuó el juego 4.5 sobre 5, argumentando que "lo importante a tener en cuenta es que Real Racing 3 es muy, muy impresionante". Criticó el sistema TSM, que encontró "decepcionante", pero elogió los gráficos y defendió el modelo freemium; "en lugar de crear un muro de pago o castigar a los jugadores de iOS frugal, Firemonkeys ha creado un modelo mucho más amigable en teoría que vincula todas las esperas en tiempo real y la moneda premium con el mantenimiento y las reparaciones". Peter Willington Pocket Gamer también quedó impresionado, anotando el juego 9 de 10 y otorgándole un "Premio de Oro", aunque fue crítico con el sistema TSM, diciendo que el juego "Carece de un modo multijugador real".
Eli Hodapp de TouchArcade puntuó el juego con 4 de 5. Elogió muchos aspectos, incluidos los gráficos, la jugabilidad y la presentación, pero fue crítico de cuán integral es la experiencia de jugar el la compra en la aplicación fue; "todo en el juego es mejor que sus predecesores, excepto cuánto tendrás que desembolsar si quieres jugarlo [...] Real Racing 3 es tanto un juego de espera como de carreras juego." Kevin Moore de TouchGen también anotó el juego 4 de 5. Quedó especialmente impresionado con los gráficos y la variedad de carreras, pistas y autos. Sin embargo, criticó el sistema TSM y el modelo freemium; "Real Racing 3 es un título de juego excelente y de gran apariencia que rezuma elegancia y clase. Tiene una tonelada métrica de eventos para que sigas jugando, y es fácilmente el mejor de su tipo en la App Store. Lo que hace que el pasar a freemium se siente como un abaratamiento de la marca".